# 匈牙利王國 (1920年—1946年)
匈牙利王国（匈牙利語：Magyar Királyság）是第一次世界大戰結束到第二次世界大戰期间（1920–1946）在中欧存在的一个国家，雖然號稱是王國，但王位始終處於空缺狀態。在1919年擊潰匈牙利蘇維埃共和國的霍爾蒂·米克洛什擔任攝政職位直到1944年，是國家的實際統治者，實行獨裁統治，故此段時期又史稱霍爾蒂時期（Horthy-korszaknak）。匈牙利王国在二战期间，加入了轴心国一方，成為德國盟友。但是在第二次世界大戰末期1944年德國大勢已去，匈牙利於是密謀與盟軍停战，但被德國獲悉，德軍立即佔領王國全境以防匈牙利轉投陣營，建立極權箭十字黨「民族團結政府」政權。但在蘇聯打败了德匈联軍並攻破布達佩斯后，2月13日匈牙利投降，箭十字黨政權崩潰。匈牙利王國直到1946年匈牙利共和國（第二共和國）成立為止都在理論上存在。首都設為布達佩斯。

## 政体

### 無王君主制
1918年以前的匈牙利王國是奧匈帝國的構成國家之一，哈布斯堡王朝的君主奧地利皇帝同時也是匈牙利國王。匈牙利王國在奧匈帝國內擁有被稱為「聖史蒂芬的王冠領地」的大片領土。匈牙利在第一次世界大戰之後，失去了斯洛伐克、特蘭西瓦尼亞等大片領土，為鼓吹其擁有這些領土的統治權，使用「匈牙利王國」這一名稱頗有必要。然而，從哈布斯堡王朝內尋找匈牙利國王人選會引發匈牙利國內強烈反對，也會招來懼怕哈布斯堡帝國復活的協約國及鄰國的反對。因此，匈牙利王國雖名為王國卻沒有君主，實質統治者是攝政。

### 霍爾蒂體制
霍爾蒂體制指匈牙利王國於霍爾蒂攝政下奉行的制度，儘管該制度打著君主立憲的民主旗號，但霍爾蒂親王卻有權決定首相人選和議會召開和解散，因此被一些人視為獨裁政體，但另一派認為霍爾蒂實際上鮮少干涉民主體制，如此行事只是為了防範極權份子在匈牙利奪權。
霍尔蒂政权时期的种族主义政策是学术界至今仍在探讨的议题。虽然1920年代初期的教育法曾短暂影响犹太人学生的大学入学机会，但直到1938年伊姆雷迪首相任内，明确的反犹太法律才被纳入宪法。此后，对犹太人群体的剥削和歧视行为不断加剧，直至自由派政治家卡雷上台后才得以废止。
俄罗斯犹太裔学者罗宾维奇博士认为，霍尔蒂在经济上对德国的依赖迫使其开始执行反犹政策，以避免希特勒的批评和质疑。霍尔蒂需要"应对纳粹"以防止德国对匈牙利采取更极端的政策。霍尔蒂在政策实施前后对犹太人群体的接纳和支持，也从侧面证实了这一点。然而，有观点认为，霍尔蒂在1938-1944年间推行的强迫劳动政策，对犹太人群体造成的影响已经超出了仅仅"应对纳粹"的范畴，其性质和后果都更为严重。

## 歷史

### 匈牙利革命戰爭
奧匈帝國在第一次世界大戰中是戰敗國。1918年11月16日，匈牙利歷史上首個共和制國家匈牙利民主共和國宣佈自帝國独立。然而匈牙利剛宣告獨立，其北部地區（斯洛伐克）及東南部特蘭西瓦尼亞地區分別被被捷克斯洛伐克軍隊及羅馬尼亞王國佔領。社會民主黨系的總統卡罗伊伯爵無法安定國內的混亂情勢，匈牙利共產黨實力日益壯大。雖兩黨曾一度創建聯合政權，但1919年3月，庫恩·貝拉等人發起匈牙利革命，創建匈牙利蘇維埃共和國。
庫恩的蘇維埃政府在國內實行社会主义改革，并进攻斯洛伐克，建立了斯洛伐克苏维埃共和国。因此遭到了匈牙利保守派、法國及羅馬尼亞等鄰國的围攻。4月，羅馬尼亞入侵匈牙利，匈牙利-羅馬尼亞戰爭爆發。
6月，前奧匈帝國海軍艦隊司令官霍爾蒂·米克洛什率領匈牙利國民軍在全國暴動。8月，羅馬尼亞軍隊佔領布達佩斯，匈牙利蘇維埃政權崩潰。

### 王国成立

#### 確立
進入的布達佩斯的國民軍開始進行組建新政府的工作。但由於國民軍打算擁立的國王奧地利大公約瑟夫·奧古斯特是哈布斯堡家的一員，未能獲得協約國及羅馬尼亞的同意。
約瑟夫雖然在10月23日退位，匈牙利國內恢復君主政體的論調卻日益高漲。1920年2月，根據國民投票，匈牙利正式決定恢復君主政體。
1920年3月1日，匈牙利王国宣告成立。但由於未能確定國王人選，匈牙利議會任命霍爾蒂為攝政。
1920年6月4日，匈牙利簽訂特里亞農條約，匈牙利王國的國界正式決定。匈牙利失去了特蘭西瓦尼亞、斯洛伐克、伏伊伏丁那等大片國土。因此，主張收復失地的極右派勢力在匈牙利日益壯大。

#### 泰萊基任期

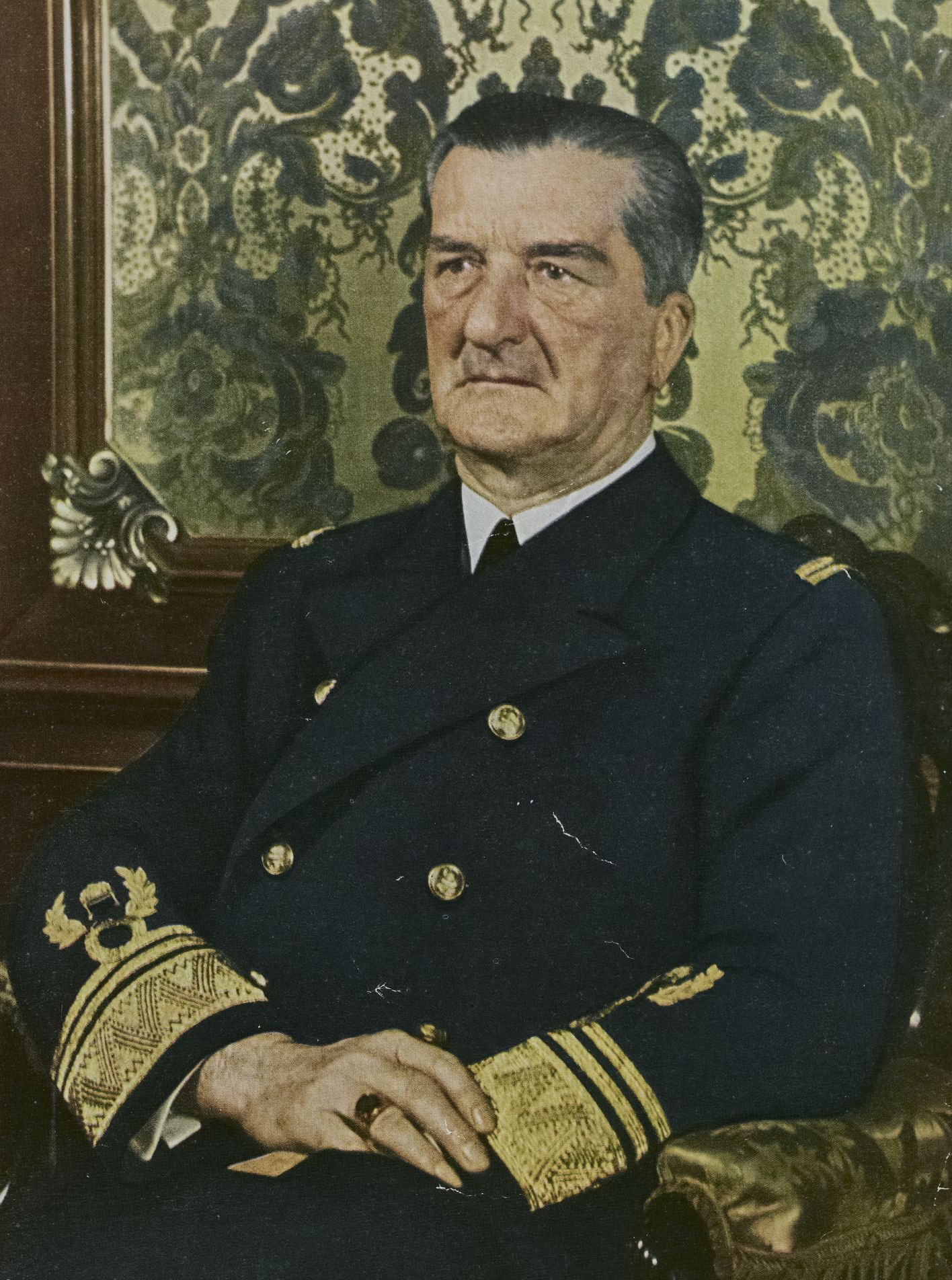
匈牙利攝政王霍爾蒂

霍爾蒂開始重用泰萊基、貝特倫和薩保等人執行社會改革，他們建立了適用於所有人的社會關懷體系。為養老和健康保險公司提供了安全運營所需的資本。糖尿病患者獲得免費藥物治療。大蕭條前後經濟繁榮。1920年和1937年匈牙利的人口在此期間增加了 1,639,479 人 中小學數量由7,418所增加到13,780所。幼兒園數量由975所增加到1140所。除現有187所醫院外，還新建了160所醫院。醫生人數增加了一倍。建成國家一級公路2628公里，鐵路里程達到8671公里。利用匈牙利的一項發明，243公里實現了電氣化。匈牙利成為世界內燃機車生產領先者！多瑙河遊輪將我們的水道與世界海洋連接起來。布達佩斯成為一個溫泉小鎮。在多瑙河彎道和索羅克薩里-多瑙河支流為工人建造了度假營。對於山區和巴拉頓湖的公務員。火車旅行非常便宜，方便週末旅行。公務人員（公用事業工作人員、公務員、公務員）享受鐵路、假期、保險、水電費等折扣。長期以來，匈牙利彭戈是世界上最穩定的貨幣之一。上述數據是指1920年至1937年期間的數據，隨後爆發的大蕭條讓隨後的社會主義政權稱霍爾蒂政權為三百萬乞丐之國，然而，霍爾蒂政府仍繼續改革和尋求德國市場以消弭困頓。農業和工業失業已完全消失。實際工資仍為1940年通脹率也保持在較低水平。泰萊基繼續他早些時候開始的社會改革，他希望通過這些改革改善農民和工人的處境。全國人民和家庭保護基金成立於1940年。1940年至1944年間，他們開始了成功的住房建設運動。在此過程中，建造了 12,000 套公寓，大部分是為多子女家庭提供的。土地問題也得到了解決。總理讓議會通過了《小企業租賃法》（1940 年第四號法案）。該法案規定以小規模租賃和宅基地的形式分配 150 萬英畝土地。據專家稱，這並不理想，但薩保的改革比中國20世紀30年代實施的土地改革更成功。為加強教育，1939年，全國大專院校的民族學生人數約為20%。泰萊基政府規定必須完成八年級的民間學校學業。1940年。2 月 1 日，在 Turul 協會的倡議下，Bolyai 學院成立，以支持貧困的農民學生。上述結果對於長期承受極右壓力的泰萊基能夠穩定國家局勢做出了重大貢獻。

#### 查理四世的復辟運動
1921年3月，奧匈帝國最後一位皇帝卡爾一世/匈牙利國王查理四世來到匈牙利，為恢復奧匈帝國，他請求霍爾蒂入侵奧地利。10月，查理四世率軍隊進入匈牙利，試圖攻入布達佩斯。然而由於懼怕哈布斯堡帝國復活的小協約國諸國對匈牙利施壓，加上霍爾蒂等人對戰爭危險性的宣傳，查理四世未能復辟，流亡至葡萄牙的馬德拉島。跨過這一危機的霍爾蒂政權則進入一段較為安定的時期，泰萊基首相因為同情哈布斯堡王朝下台，取而代之的是強人拜特倫·伊斯特萬。

### 拜特倫繁榮
拜特倫上台後以查理四世的復辟運動導致的政治動盪為由再度限縮人民參政權，並將所有中間派政治力量捏和成聯合黨，透過與左翼合作及搜捕右翼政黨，實現其一黨獨大，他的經濟政策包括成立國家銀行、新貨幣彭戈、健康保險、公共建設、教育、匈義聯盟和加入國際聯盟等政策，失去55%的工業設施後，匈牙利將戰時經濟轉化成和平時期的模式，考慮到經濟體系的轉換會導致通貨膨脹，拜特倫積極邀請外資進入匈牙利，並對農業、旅遊業、運輸業和電力工業業者提供貸款，鐵路、電氣業和飯店林立，匈牙利的經濟取得十足提升。史稱「拜特倫繁榮」。

### 經濟大蕭條及極右翼崛起

#### 反猶太風潮的高漲

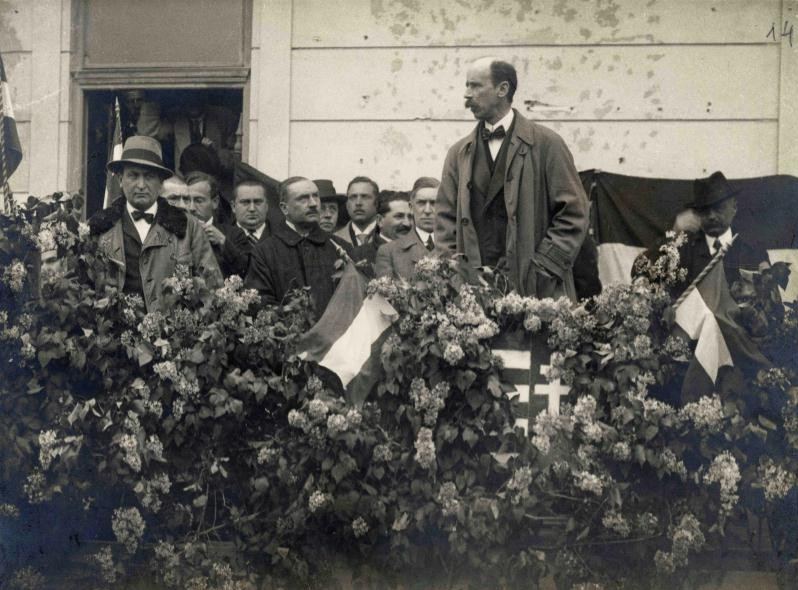
拜特倫(右)與根伯什(左)分別被視為匈牙利保守派與法西斯派領袖

隨著經濟大蕭條爆發，拜特倫引咎辭職，新上任的卡羅伊·久洛提出的緊縮政策無力解決並激發社會對立，激進的民族主義者逐漸崛起。
對匈牙利的民族主義者來說，收復在特里亞農條約中失去的領土是他們夢寐以求的願望，也是努力的目標。因此，匈牙利國內以根伯什·久洛為代表的人種防衛黨等法西斯勢力開始崛起，其力量足以影響政權。匈牙利與抱有意大利淪陷區問題的意大利在對南斯拉夫外交上有相同的利益。另外，1933年納粹黨在德國上台後也希望能收復第一次世界大戰之前的領土，匈牙利與德國在對捷克斯洛伐克關係上也有相同的利益。
1927年4月5日，匈牙利與意大利簽訂友好條約，加強兩國的合作。1932年，就任總理的根博什以成立德國·意大利·匈牙利三國同盟為目標，改善了當時因圍繞奧地利問題而發生衝突的德意兩國的關係。這也是之後柏林·羅馬軸心的萌芽。
人種防衛黨等極右派政黨從很早開始就提倡排斥猶太人，但人種防衛黨籍的總理根博什實際上并沒有實施很多反猶太主義政策。然而在根博什死後就任總理的達拉尼·卡爾曼其權力基礎並不穩固，不得不考慮日益壯大的國家希望黨等極右派政黨的政見。政權制訂了在部份行業猶太人數量不得超過從業人數20%的法律。然而主張排斥猶太人的國家希望黨並未停止其對政權的攻擊。卡爾曼在1937年解散了國家希望黨。
之後在1938年5月14日，伊姆雷迪·貝拉成為新任總理。伊姆雷繼承根博什的政策，加強了與德國和意大利的外交關係。右派勢力日益增強，1939年2月，伊姆雷的祖先是猶太人一事被曝光，被迫辭職。繼任的泰萊基·帕爾總理于6月進行議會大選，選后，國家希望黨人士創立的箭十字黨躍進至第二大黨。

#### 捷克斯洛伐克問題
1938年，圍繞有大量德國人居住的捷克斯洛伐克西部的蘇台德區產生了一系列外交糾紛。蘇台德德國人黨主張的自治要求進一步升級，要求與德國合併。調停這一危機的英國首相內維爾·張伯倫試圖逼迫捷克斯洛伐克割讓蘇台德區以解決爭議。然而，一直希望奪回斯洛伐克和喀爾巴阡·盧森尼亞的匈牙利藉助這一機會，對捷克斯洛伐克政府提出割讓斯洛伐克和喀爾巴阡·盧森尼亞的要求。
這些問題在9月30日的慕尼黑會議上進行了討論，最終決定德國獲得蘇台德區，而匈牙利要求的地區則由當地居民通過投票決定歸屬。然而匈牙利不服這一決定，10月13日開始動員軍隊對捷克斯洛伐克政府施壓。德國和意大利從中介入這一事件，11月2日，雙方在維也納達成協定，決定將喀爾巴阡·盧森尼亞和斯洛伐克南部地區割讓給匈牙利（參見第一次維也納仲裁）。然而由於這兩個地區的民族主義運動，捷克斯洛伐克並未割讓這些地區。
1939年3月14日，獲得德國支持的約瑟夫·季索宣佈斯洛伐克共和國獨立。同日、喀爾巴阡·盧森尼亞也以喀爾巴阡烏克蘭共和國的名稱宣告獨立。匈牙利隨即入侵喀爾巴阡烏克蘭。難以抵抗匈牙利軍隊的捷克斯洛伐克政府請求德國的幫助，但反被德國威脅，被迫與德國合併（波希米亞和摩拉維亞保護國）。
匈牙利軍隊在3日佔領了喀爾巴阡烏克蘭全境并將其合併。匈牙利的下一個目標是斯洛伐克全境，3月23日，匈牙利入侵斯洛伐克（斯洛伐克-匈牙利戰爭）。然而已經斯洛伐克劃為自己保護國的德國進行了調停，兩國停戰，匈牙利只獲得了在第一次維也納仲裁中所規定的斯洛伐克南部地區。

### 第二次世界大戰

#### 獲得北特蘭西瓦尼亞
1940年8月30日，根據裁決，德國和意大利迫使羅馬尼亞將特蘭西瓦尼亞一半 (即北特蘭西瓦尼亞)割讓給匈牙利，德國元首希特拉希望避免匈牙利和羅馬尼亞兩國發生戰爭以及潛在的蘇聯干涉匈羅衝突，威脅到羅馬尼亞的油田。

#### 參戰

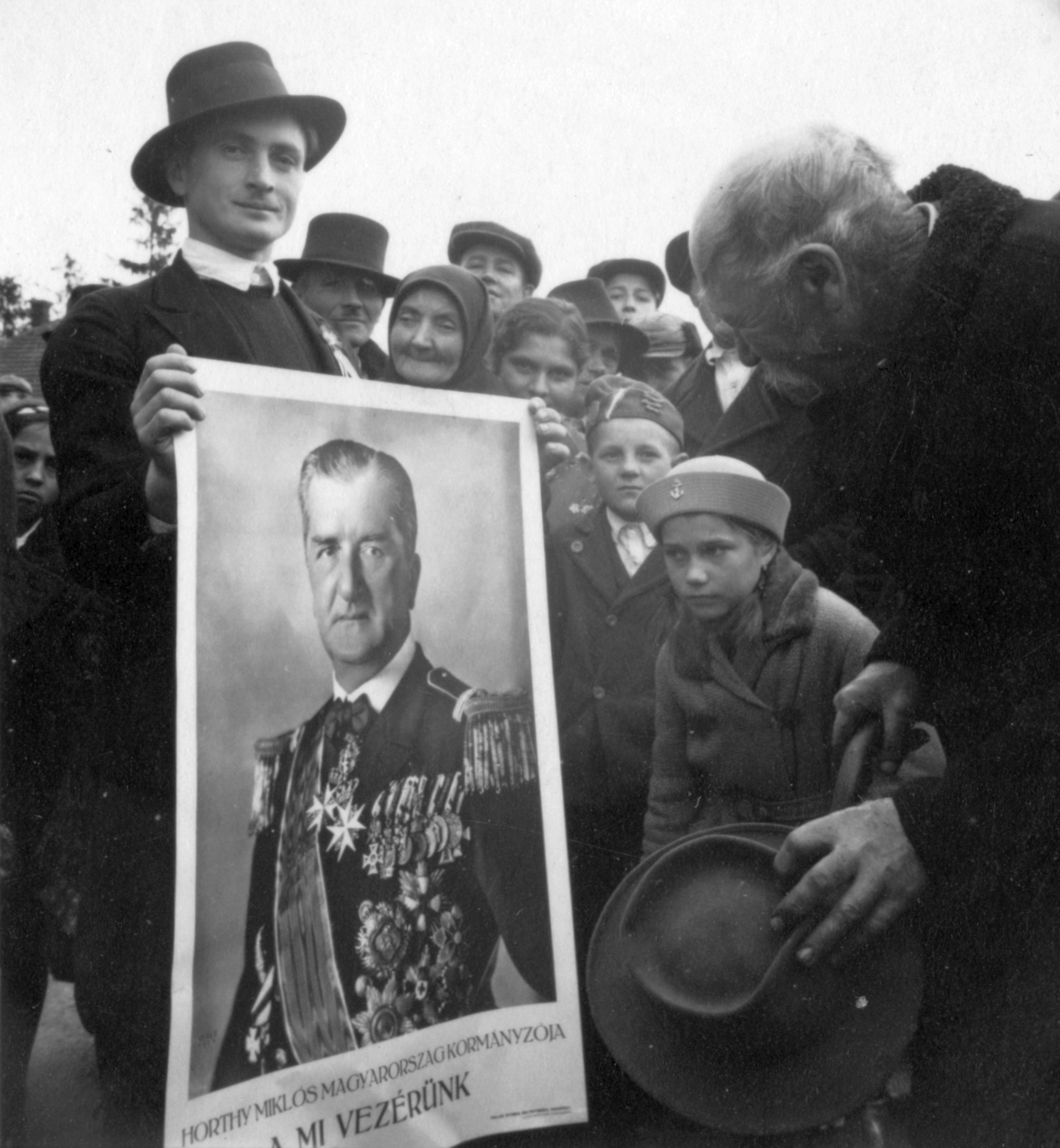
一名匈牙利人拿著霍爾蒂的海報（1943年）

第二次世界大戰爆發后的1940年11月20日，匈牙利加入了三國同盟條約。12月，在特雷基·帕爾總理與南斯拉夫王國簽訂友好條約，與軸心國日益接近。1941年3月25日，南斯拉夫加入了三國同盟。然而在此之後的兩天，南斯拉夫發生了政變，親德派的攝政保羅親王政權垮台。對此勃然大怒的希特勒為穩固蘇德戰爭後方，制訂了侵略南斯拉夫的計劃。德國要求匈牙利允許德國軍隊通過匈牙利，作為交換德國允諾將南斯拉夫的部份領土割讓給匈牙利。夾在南斯拉夫和德國之間的特雷基首相雖反對德國入侵南斯拉夫，但無力阻止，于4月3日自殺。繼任總理的是右派的拉斯羅，他積極推進親德外交。德國軍隊侵略南斯拉夫后，匈牙利獲得了伏伊伏丁那東部、巴拉尼亞、巴奇卡、梅吉穆列、普雷克穆爾基，將其置於匈牙利統治。
1941年6月22日，德國發起巴巴羅薩作戰，開始對蘇聯展開進攻。匈牙利雖然沒有立刻宣戰，但始終受到德國的壓力。6月27日，匈牙利以前日斯洛伐克的科希策遭蘇聯軍隊空襲為由，對蘇聯宣戰。不過有人認為這場空襲是由德國和匈牙利捏造的，12月7日，日本偷襲珍珠港6日後，匈牙利对美國宣战。
在蘇德戰爭中，匈牙利軍隊隨著戰局的惡化，消耗日益增加。特別是在斯大林格勒戰役中，匈牙利第2軍團被全殲。霍爾蒂對德國逐漸失望，開始與德國保持距離。1942年2月24日，霍爾蒂宣佈禁止箭十字黨活動。3月9日，霍爾蒂解任拉斯羅，任命保守派的卡羅伊·米克羅什為總理。卡羅伊考慮退出軸心國，并開始與英國和美國進行極秘交涉。
然而，察覺到卡羅伊動靜的德國于1944年3月22日發動「瑪格雷特I作戰」，將匈牙利全國置於德國控制。卡羅伊被解任，親德派的斯托堯伊·德邁成為總理。霍爾蒂被軟禁在王宮，與外界的接觸也受到限制。

### 霍爾蒂下台

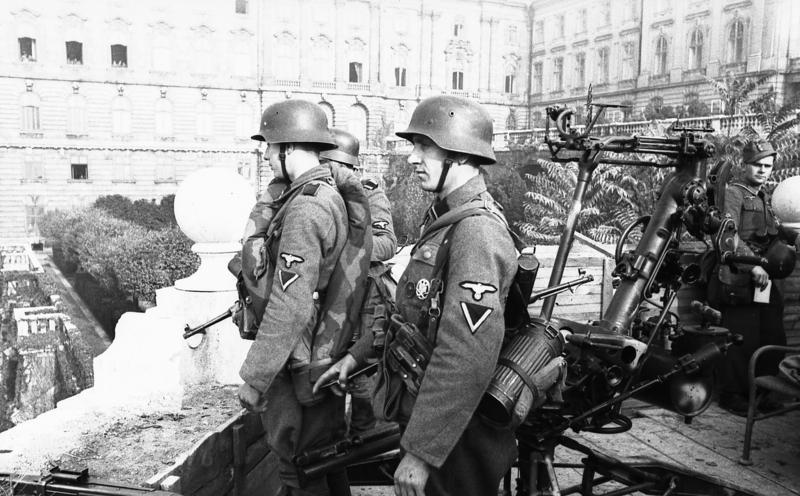
佔領布達宮殿的武裝親衛隊

然而，蘇聯軍隊逐漸逼近匈牙利國境，霍爾蒂再次尋求與同盟國交涉講和。8月29日，霍爾蒂解任斯托堯伊，任命親英美派的拉卡托什·蓋佐為首相。9月9日，蘇聯軍隊突破要衝斯古拉山口。在次日的閣議中，霍爾蒂發言稱「戰爭已不可能繼續」「休戰狀態已進入試探階段」，閣僚全員均表同意。9月15日，霍爾蒂向駐紮在意大利的英國軍隊派遣使節，請求進行和平談判，但英國表示匈牙利應和蘇聯軍隊談判，拒絕其要求。然而這些行動均被德國知曉。希特勒決定排除霍爾蒂，由箭十字黨控制匈牙利政權。德國做好了政變作戰鐵拳作戰的準備工作。10月8日，在莫斯科，匈牙利使節團和蘇聯外交部長莫洛托夫會面，蘇聯要求匈牙利立刻對德國宣戰，以換取兩國停戰。雙方對此均表認可。
10月15日，霍爾蒂的兒子被奧托·斯科爾茲內率領的特種部隊綁架，隨後押往茅特豪森－古森集中營。午後1時，廣播電台播出了霍爾蒂的停戰宣言。但收到德國發出的最後通牒的参謀總長沃羅斯·亞諾什大將隨即播出了取消停戰的廣播，並播出了箭十字黨控制政權的廣播。布達佩斯市内被巴赫·采列夫斯基親衛隊大將率領的德國軍隊和箭十字黨員控制，布達佩斯王宮也被德國軍隊包圍。霍爾蒂被迫發表下台宣言，并任命箭十字黨領導者薩拉希·費倫茨為總理及國家領導人。霍爾蒂逃亡至德國。薩拉希的箭十字黨政府控制了匈牙利。

### 箭十字党政府
掌握政權的薩拉希宣佈成立民族團結政府，繼續與蘇聯軍隊作戰。1944年10月29日，蘇聯開始攻擊布達佩斯（布達佩斯圍城戰）。1945年2月，布達佩斯失守，匈牙利國內的大部份地區也被蘇聯佔領。箭十字黨政府繼續在匈牙利西部國境地帶抵抗。1945年5月8日，德國投降，箭十字黨政府也宣告解散。

### 臨時政府和王国的滅亡
1944年12月21日，在蘇聯支持之下，匈牙利共產黨、獨立小農業者黨、國家農民黨、匈牙利社會民主黨在德布勒森宣告成立匈牙利臨時國民政府。總理是前匈牙利第1軍團司令官米克羅什·貝拉，但卻未設有總統或國王等國家元首。幾乎支配匈牙利全境的蘇聯軍隊對臨時政府有很強的影響力。
戰後的1945年9月，獨立小農業者黨的蒂爾迪·佐爾坦成為首相。11月，在匈牙利全國舉行了選舉。独立小農業者黨獲得57％的選票，共產黨獲得17％的選票。然而駐匈牙利蘇軍司令官克里門特·伏羅希洛夫拒絕小農業者黨單独政府的成立，強制組建了由共產黨員擔任重要職位的聯合政府。議會通過了導入共和制的法案，蒂尔迪被任命為總統，納吉·弗倫茨被任命為總理。
1946年2月1日，匈牙利第二共和國成立，匈牙利王國滅亡。然而，匈牙利第二共和國在1949年被實行匈牙利勞動人民黨一黨獨裁体制的社會主義國家匈牙利人民共和國所取代，和其他東歐諸國一樣成為蘇聯的衛星國。

## 經濟
需要支付大量賠償金的匈牙利在戰後出現了嚴重的通貨膨脹。匈牙利克朗大幅貶值，國內經濟狀況不穩。1927年匈牙利發行新貨幣帕戈以替代克朗。帕戈在當時曾是東歐最為穩定的貨幣。然而隨著1929年發生大蕭條，匈牙利經濟再次陷入危機狀態。
在此之後因匈牙利加強了與擺脫大蕭條的納粹德國和意大利王國的關係，匈牙利經濟實現了恢復。之後直到1945年，匈牙利經濟都嚴重依賴德國。由於過度依賴德國，在德國投降后匈牙利經濟陷入破產，臨時政府時期發生了嚴重的通貨膨脹。雖啟用新貨幣新帕戈也未能控制通貨膨脹。通貨膨脹一直持續到8月1日第二共和國啟用福林作為新貨幣為止。

## 文化
霍爾蒂統治下的匈牙利就如一戰之前一樣存在社會結構財富、權力、特權和機會的不平等，儘管霍爾蒂的統治讓社會的政治和經濟體制取得長遠的進步，但社會結構變化不大，知識分子組成的紳士和農村人民間存在鴻溝，而猶太人在經濟、社會和政治中佔有重要地位，紳士階級約占總人口的23%到31%，其他人可透過考取公務員躋身上流社會，出於對紳士的不滿，匈牙利國內出現了叫做人民作家 的文學風潮，他們的作品取材於窮人的日常生活，提醒社會注意社會問題。

## 戰爭犯罪
二战時期，匈牙利軍隊在特蘭西亞尼亞及南斯拉夫佔領區進行過數起屠殺事件，在戰後共產政權時期，舊匈牙利皇家軍隊的相關人士遭到起訴。例如，Sandor Kepiro憲兵大尉率領的部隊曾在南斯拉夫北部的諾維薩德村在兩天內屠殺了超過1000名猶太人及塞爾維亞人。

### 大屠殺

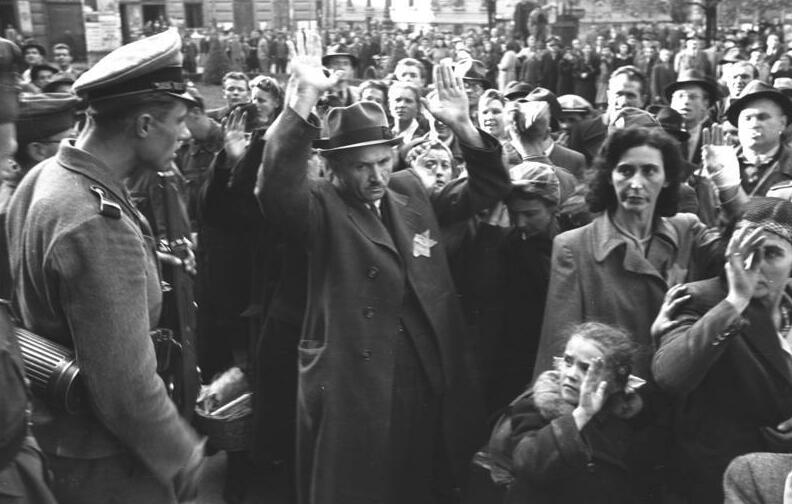
被押送的猶太人。1944年10月，布達佩斯

直到第二次世界大戰結束前夕，匈牙利的反猶太主義政策并不像德國那樣徹底。不過在1940年，匈牙利制訂了年輕猶太人男性必須在兵工廠強制勞動一段時間的法律。另外，1941年8月，制訂了禁止與猶太人結婚和性交渉的法律「第三猶太人法」。
第二次世界大戰爆發后，德國多次要求匈牙利將其國內的猶太人送往德國。1941年7月，匈牙利將居住在喀爾巴阡·盧森尼亞的18000名猶太人送往德國。另外在1941年烏克蘭的卡緬涅茨-波多利斯基大屠殺中，有16,000名匈牙利猶太人遭到屠殺。
瑪格雷特I作戰（德國推翻霍爾蒂政府）之後，德國命箭十字黨執政，使匈牙利由盟友成為了傀儡政權。掌握政權的斯托堯伊總理開始大規模迫害猶太人。匈牙利和德國一樣開始在強制猶太人佩戴大衛星，并關閉猶太人商店將其遣往德國。然而隨著送往德國的匈牙利猶太人將會被「處理」的流言日益傳播，1944年7月25日，遣送猶太人的計劃中止。
德國將阿道夫·艾希曼親衛隊中校派至匈牙利，將猶太人送往集中營的行動日趨升級。1941年時，匈牙利國內還有80万猶太人，戰後只有20萬猶太人。在這段期間，派駐在布達佩斯的瑞典外交官勞爾·華倫伯格曾展開了大規模拯救猶太人的行動。華倫伯格簽發了大量能讓猶太人前往瑞典的保護證書，拯救了10萬猶太人的生命。